# Александар Анђелић
Александар Анђелић (енгл. Alex Andjelic; Бачка Паланка, 16. октобар 1940 — Београд, 24. март 2021) био је југословенски и српски хокејаш на леду и хокејашки тренер. За репрезентацију Југославије одиграо је преко 40 утакмица, а био је и део југословенског олимпијског тима на дебитантском наступу југословенске хокејашке репрезентације на ЗОИ 1964. у Инзбруку. Највећи део играчке каријере провео је играјући за београдски Партизан.
Као тренер водио је бројне швајцарске, немачке и холандске клубове, а током три сезоне радио је и као селектор сениорске репрезентације Југославије, те у сезони 2011/12. и као селектор репрезентације Србије за играче до 18 година.